# Выродов, Борис Львович
Выродов Борис Львович (1888, станица Невинномысская, Кубанская область — 1976, Армавир, Краснодарский край) — российский, советский учёный-краевед, педагог, историк, географ, считается одним из основателей "ставропольской научной географической школы".

## Биография

### Происхождение
Дед его — Захарий Яковлевич Выродов (1832–1910), служивший по интендантской службе Главного штаба Русской императорской армии, получил личное дворянство; отец — Лев Захарович Выродов (ок.1867 – не ранее 1910), земский учитель, заведующий 3-го Пушкинского училища Армавирского общества попечения о детях, братья которого офицеры 4-го Кавказского стрелкового полка — Капитон Захарович, капитан (уп.:1912-1913), Иван Захарович, штабс-капитан (уп.:1917), Михаил Захарович, штабс-капитан (уп.:1914).

### Жизнеописание
Родился 11 февраля 1888 года в станице Невинномысской Баталпашинского отдела Кубанской области в семье потомственного дворянина Льва Захарьевича Выродова, cельского учителя 2-х классного земского училища станицы Кавказской Кубанской области. 
Окончил 1-ю Бакинскую гимназии, затем поступил учиться в Московский государственный университет на естественное отделение физико-математического факультета  и окончил вуз в 1910 году;  впоследствии дважды прошёл курс повышения квалификации при «естественном (биологическом) факультете»  Московского городского народного университета им. А. Л. Шанявского (1913, 1914).
С ранней юности Борис Выродов оказался в числе тех энтузиастов–армавирцев, которые сгруппировались вокруг основанного в 1904 году  «Сельского краеведческого музея» в Армавире, учреждённого при Обществе попечения о бесприютных детях (ОПОБД).  По окончании вуза в 1910 году, по прибытии в Армавир назначен помощником по научной части заведующего Армавирским краеведческим музеем, и, одновременно с 1-го сентября 1910 г. «допущен  учителем общеобразовательных предметов  в Армавирское сельское высшее училище» [ГАКК. Фонд 454. Оп.1. Д.  1910].  
С 1914 года, по инициативе Бориса Львовича Выродова, в летние месяцы в Армавире начинает действовать общедоступная детская площадка, где  воспитатели устраивали разнообразные игры, спортивные состязания. В это время  была создана молодежная организация «Перелетные птицы» из детей разного возраста,  c целью изучения природы и истории родного края путём походов и экскурсий,  явившаяся  прообразом  движения юных натуралистов. Одним из первых Б. Л. Выродов  стал проводить в Армавире экскурсионную и краеведческую работу, которую продолжал и в советское время. В период  Первой мировой войны – он доброволец, работающий  в военном лазарете (госпитале) Армавирского коллективного общества, открытого на средства жителей города. 
С  1919 года – работает учителем естествознания и географии Армавирского Высшего городского начального училища.  С установлением в Армавире советской власти – с 16 марта 1920 г. работал в Армавирском музее и по совместительству преподавателем Армавирского педагогического техникума (с 1948 - Армавирский государственный педагогический университет),  затем  – директором Армавирского дворца пионеров (до июня 1941). В 1936 году им написано и опубликовано методическое учебное пособие "Об изучении полезных ископаемых в Армавирском округе".
В период Великой Отечественной войны, когда Северный Кавказ и его часть – Кубанский край, многие его города и селения, в числе которых и Армавир, были захвачены и оккупированы немецко-фашистскими войсками (август 1942 – февраль 1943) Борис Львович Выродов, в силу обстоятельств оставшийся в Армавире, из-за угрозы расстрела семьи был вынужден согласиться работать редактором городской газеты, за что после восстановления советской власти в бывшем под оккупацией городе, был репрессирован как  изменник Родины. С 1944 по 1957 годы отбывал срок наказания в одном из учреждений ГУЛАГа в Кемеровcкой области. 
В 1957 году  возвратился на Малую  Родину, в Армавир. Все последующие годы работал в Армавирском краеведческом музее, много и плодотворно занимался краеведческими исследованиями,  подготовил и опубликовал несколько своих научных работ по географии и краеведению (см. приложение: список работ).
Умер 6 января 1976 года в Армавирe, похоронен на городском кладбище.

## Cемья
- Сын: Владимир Борисович Выродов (1921–2005) —  ветеран Великой Отечественной войны, кавалер орденов Красной звезды[4],     Отечественной войны II ст.[5].
  - Внук: Яков Владимирович Выродов (род. 1954) — полковник Российской армии, кавалер  ордена Мужества (1995) и ордена Почёта (2008).

## Произведения Б. Л. Выродова
- Века и тысячелетия волнующей истории смотрят на нас с Форштадтских высот.  1960. Армавирский краеведческий музей. Научный архив. № 95. – 147 с.;

- Один из первых путешественников в Эфиопию – кубанец Виктор Фёдорович Машков.  1967. Армавирский краеведческий музей. Научный архив. № 44/6. – 12 с.;

- Армавир. Памятники истории и культуры. Мемориальные памятники. Армавир, 1972. – 19 с.;

- Путеводитель по историческим местам Армавирской организации пионеров. Армавир, 1974 (анонимно);

- Карта-схема: Дорога по Кубанской защитной линии вдоль правого берега Кубани через ст. Прочноокопскую на Пушкинские Высоты. Рукопись. 1975 г.;

- Исследовательские записи о походах князя Святослава на землю касогов и стихотворный «Сказ о первопроходце Кубани  киевском князе Святославе Игоревиче». Армавир, 1974. Рукопись. Архивный отдел администрации Армавира. Ф. Р-1271. Оп. 1. Д. 140, 26 л.;

- Декабристы и Средняя Кубань (Краеведческие очерки). Под ред. В. Б. Виноградова;  автор примечаний и биогр. очерка  С. В. Попова. – Армавир, 1994. – 52 с.[6][7].